# Бесков (город)
Бе́сков (нем. Beeskow, н.-луж. Bezkow) — город в Германии, районный центр; расположен в земле Бранденбург, у выхода Шпрее из Швилунгского озера.
Входит в состав района Одер-Шпре.  Занимает площадь 77,15 км². Официальный код — 12 0 67 036.
Город подразделяется на 7 городских районов.

## История
Город основан в  XII веке. В XIII веке появилась крепость. Высота стен крепости - 4 метра, толщина - 6 метров. Крепостная стена внутри полая. Впоследствии пустоты были приспособлены для проживания.  По преданиям, в церкви этого городка был благословлен Ливонский орден в поход на Русь. В 1368 году город Бесков был присоединен Карлом IV к Богемии, а в 1558 году перешел к бранденбургским курфюрстам.
В начале XX века был известен своими суконными и шерстяными фабриками.

## Демография
| Год  | Население |
| ---- | --------- |
| 1990 | 9 712     |
| 1995 | 9 403     |
| 2000 | 8 946     |
| 2005 | 8 432     |
| 2010 | 8 120     |
| 2015 | 8 122     |
| 2020 | 8 070     |

## Фотографии
- Рыночная площадь
- Сберегательная касса
- Замок
- Крепостная башня